# Brooke Fraser

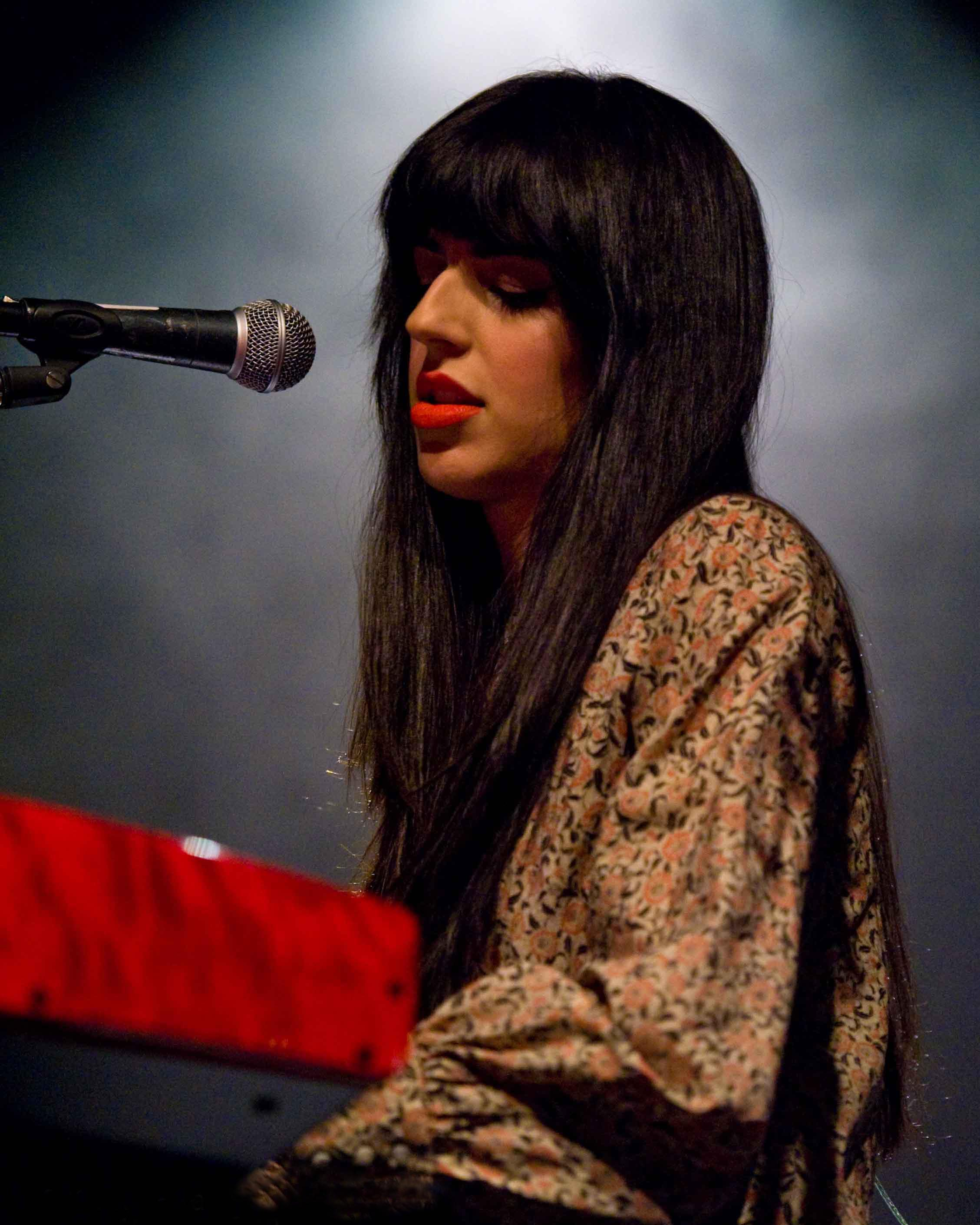
Brooke Fraser

Brooke Fraser (ur. 15 grudnia 1983 w Wellington) – nowozelandzka piosenkarka, autorka tekstów. Jedna z liderek uwielbienia w megakościele Hillsong. 
Jej trzeci album studyjny "Flags" (Flagi) stał się najbardziej udanym albumem w jej karierze, z singlem "Something In the Water", osiągając numer jeden na liście nowozelandzkiego stowarzyszenia producentów Recording Industry Association of New Zealand w 2010 roku. Jej utwór "Something in the Water" był na 9. miejscu najczęściej granych w 2011 roku i posiada złoty certyfikat w Niemczech.

## Dyskografia

### Albumy studyjne
- 2003: What to Do with Daylight
- 2006: Albertine
- 2010: Flags
- 2014: Brutal Romantic

### Single
- 2003 - "Better"
- 2003 - "Lifeline"
- 2004 - "Saving the World"
- 2004 - "Arithmetic"
- 2005 - "Without You"
- 2006 - "Deciphering Me"
- 2007 - "Shadowfeet"
- 2007 - "Albertine"
- 2007 - "C.S. Lewis Song"
- 2011 - "Something in the water"